# 남바위

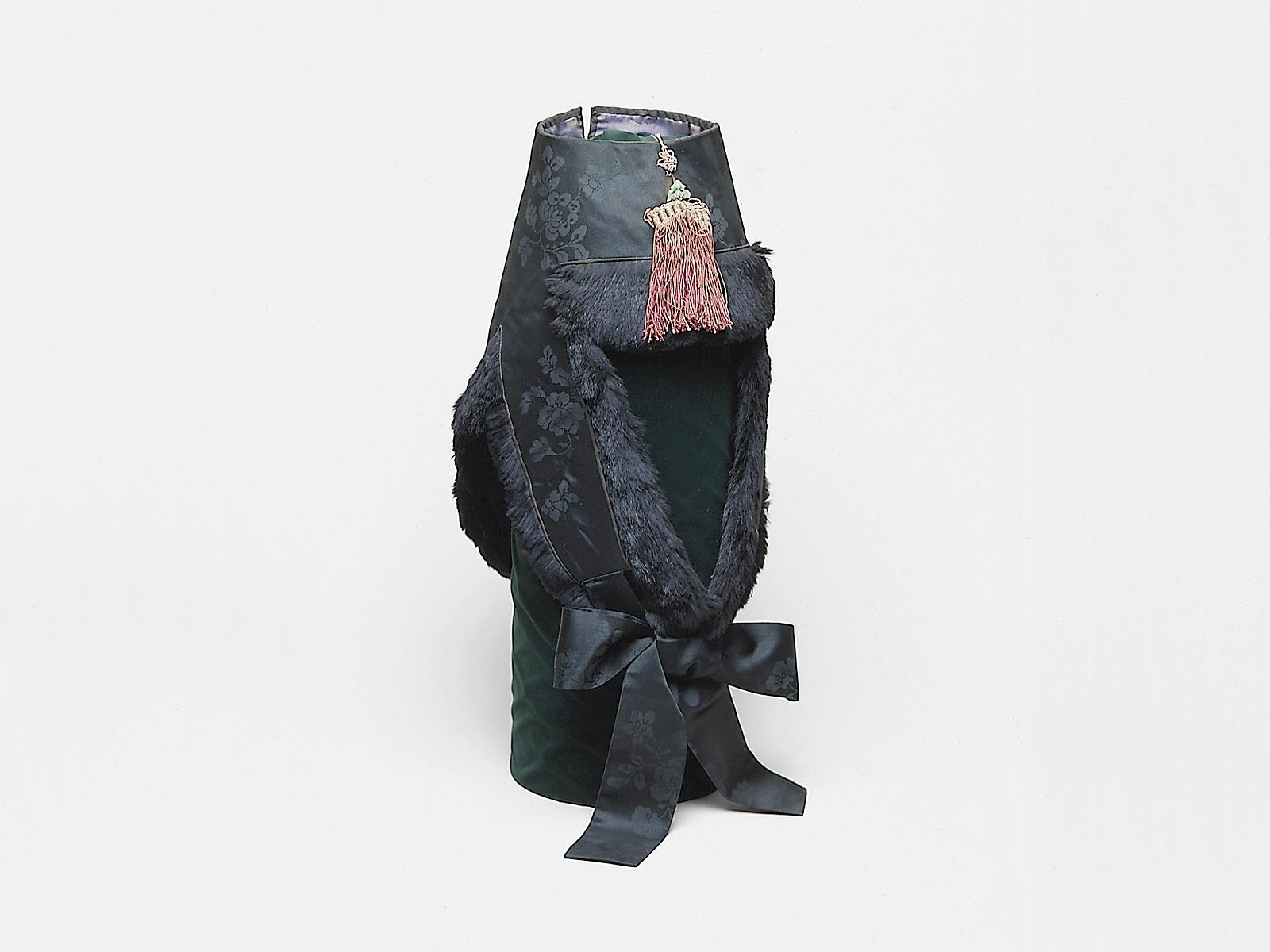
흑단으로 만든 남바위. 주위에 두르는 흑색 모선과 앞 9개, 뒤 7개의 자주색술 장식이 있다.

남바위는 추울 때 머리에 쓰는 방한구의 하나로, 남녀 모두 사용했는데, 예복을 입을 때 쓰거나 무관이 군복을 입을 때 벙거지 밑에 받쳐 썼다. 앞은 이마를 덮고, 뒤는 목과 등을 내리덮는다.

## 사진 자료

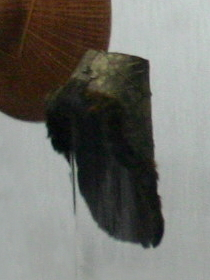
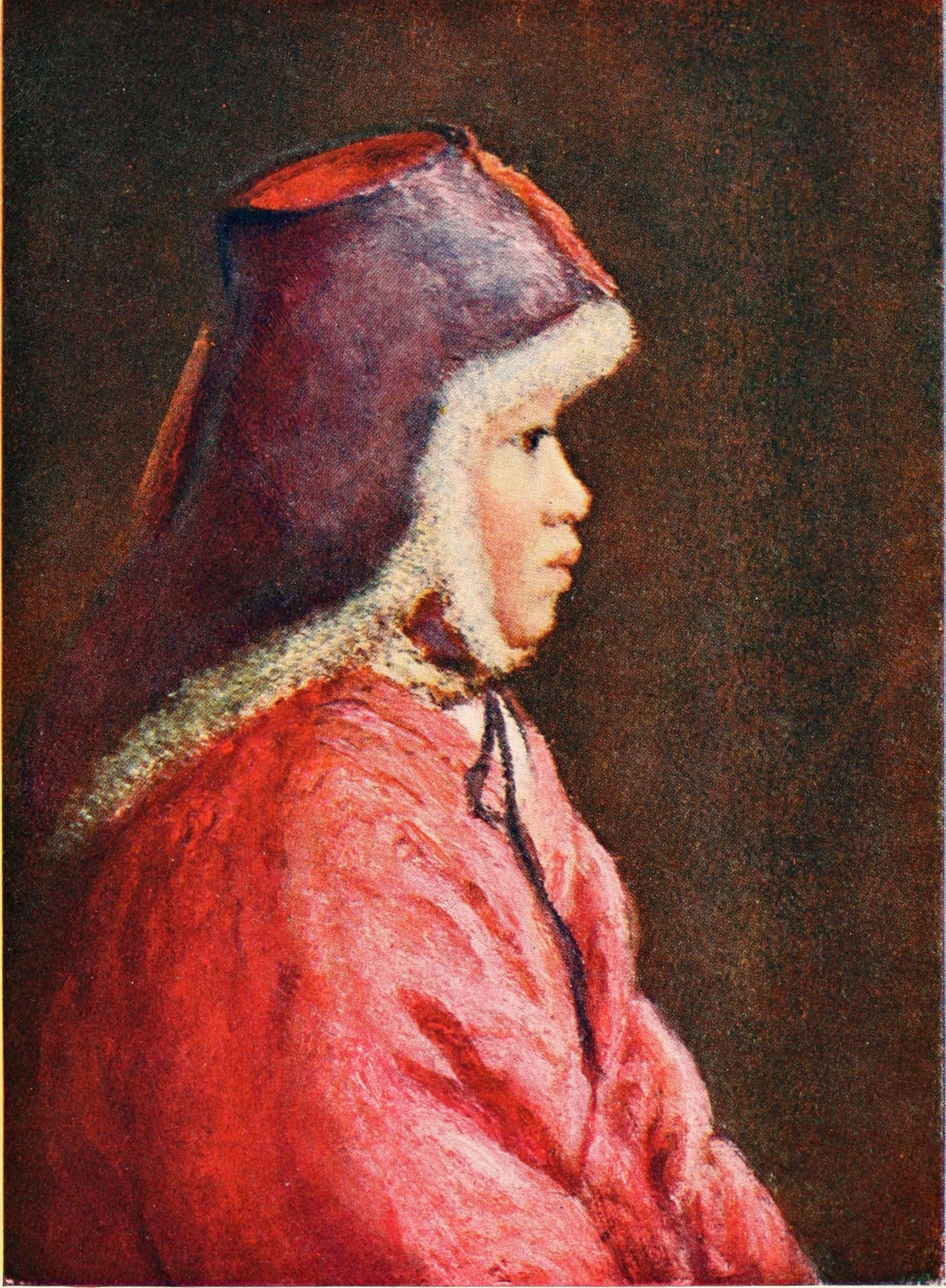
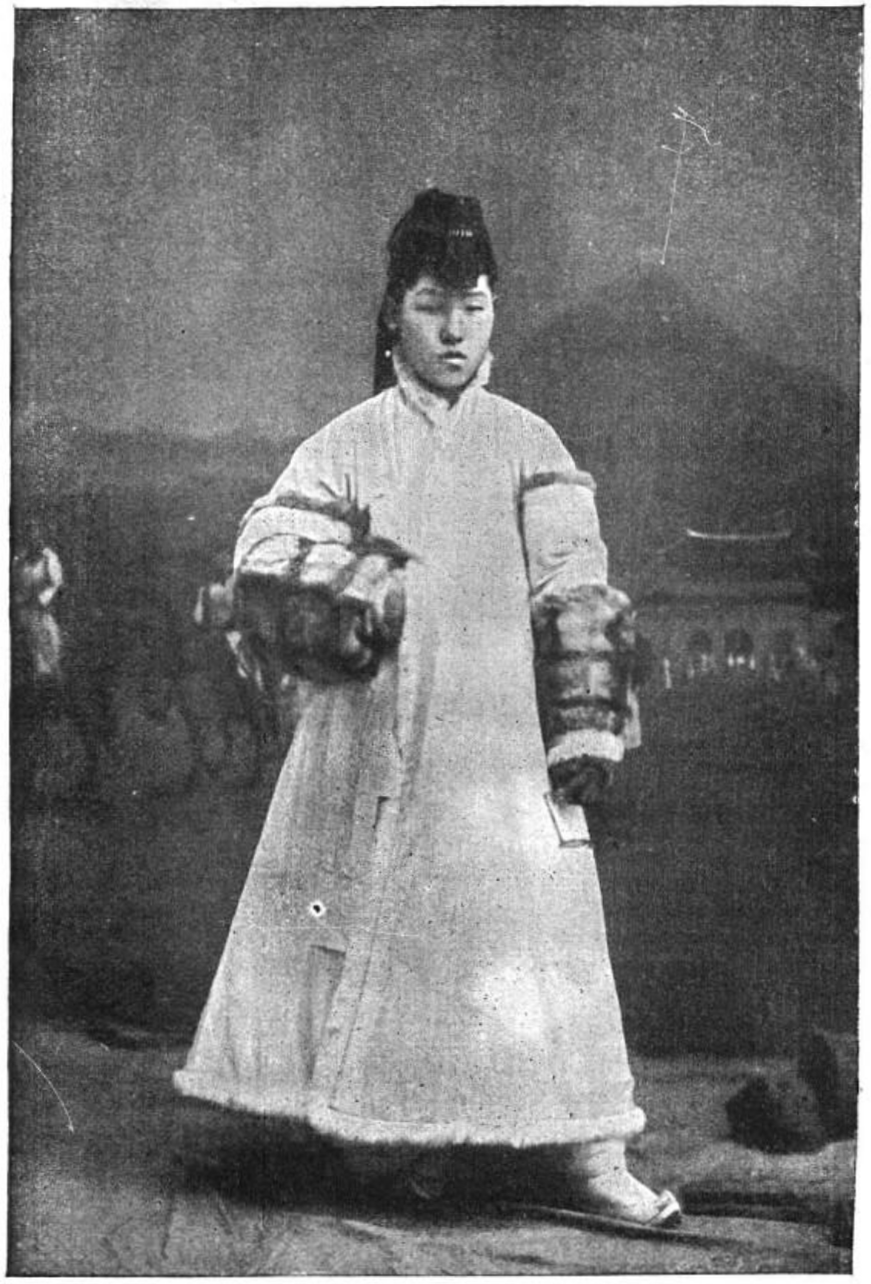

## 같이 보기
- 아얌
- 조바위
- 족두리
- 한복
- 화관

## 참고 자료
- 이 문서에는 다음커뮤니케이션(현 카카오)에서 GFDL 또는 CC-SA 라이선스로 배포한 글로벌 세계대백과사전의 내용을 기초로 작성된 글이 포함되어 있습니다.